# Pniewy (województwo mazowieckie)
Pniewy – wieś sołecka w Polsce położona w województwie mazowieckim, w powiecie grójeckim, siedziba gminy Pniewy.
Wieś szlachecka Pniowy położona była w drugiej połowie XVI wieku w powiecie tarczyńskim ziemi warszawskiej województwa mazowieckiego.
W latach 1945–1954 roku siedziba wiejskiej gminy Konie.
W latach 1975–1998 miejscowość położona była w województwie radomskim.
Przez miejscowość przebiega droga krajowa nr 50.